# عثمان ديالو
عثمان ديالو (بالفرنسية: Ousmane Diallo)‏ هو وزير النقل والناطق الرسمي باسم الحكومة غينيا، ولد في 1973 في ابي في غينيا. يشغل منصب وزير تخطيط المدن والإسكان منذ 4 نوفمبر 2021 في حكومة محمد بيافوغي.

## وصلات خارجية
- عثمان ديالو على موقع قاعدة بيانات المصارعة الدولية (الإنجليزية)
- عثمان ديالو على موقع أوليمبيديا (الإنجليزية)